# Agrupament vermell

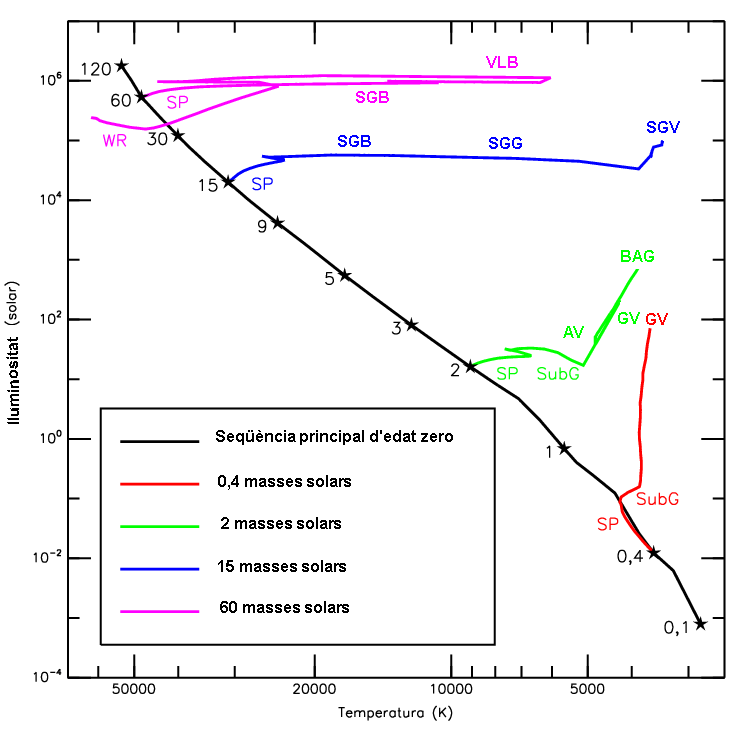
Evolució d'estels de diferents masses representades en el diagrama de Hertzsprung-Russell. La fase de l'agrupament vermell està marcada com a AV per al cas d'un estel de dues masses.

L'agrupament vermell (red clump en anglès), o més exactament agrupament dels vermells, és una regió en el diagrama de Hertzsprung-Russell ocupada bàsicament per estels gegants vermells rics en metall. L'agrupament vermell és considerat l'homòleg en riquesa metàl·lica de la branca horitzontal. Els estels d'aquesta regió són més brillants que els estels de la seqüència principal de la mateixa temperatura superficial (o més freds que els estels de lluminositat comparable). Aquest període en l'evolució estel·lar correspon a la fase de combustió del nucli d'heli, a diferència dels estels de seqüència principal, que estan cremant hidrogen en els seus nuclis.
En teoria, la lluminositat absoluta dels estels de l'agrupament vermell és pràcticament independent de la seva composició o edat, per la qual cosa les fa bones candeles estàndard per a estimar distàncies astronòmiques en la nostra galàxia o en galàxies o cúmuls propers.